# Krzesimów (gromada)
Krzesimów – dawna gromada, czyli najmniejsza jednostka podziału terytorialnego Polskiej Rzeczypospolitej Ludowej w latach 1954–1972.
Gromady, z gromadzkimi radami narodowymi (GRN) jako organami władzy najniższego stopnia na wsi, funkcjonowały od reformy reorganizującej administrację wiejską przeprowadzonej jesienią 1954 do momentu ich zniesienia z dniem 1 stycznia 1973, tym samym wypierając organizację gminną w latach 1954–1972.
Gromadę Krzesimów z siedzibą GRN w Krzesimowie utworzono – jako jedną z 8759 gromad na obszarze Polski – w powiecie lubelskim w woj. lubelskim na mocy uchwały nr 12 WRN w Lublinie z dnia 5 października 1954. W skład jednostki weszły obszary dotychczasowych gromad Krzesimów, Lubieniec, Zakrzów, Leopoldów, Piotrówek i Ciechanki Krzesimowskie ze zniesionej gminy Mełgiew w tymże powiecie. Dla gromady ustalono 19 członków gromadzkiej rady narodowej.
1 stycznia 1960 gromadę zniesiono, włączając jej obszar do gromad Mełgiew (kolonie Krzesimów i Piotrówek oraz wieś Lubliniec) i nowo utworzonej Łęczna (wsie Zakrzów, Ciechanki i Ciechanki Krzesimowskie oraz kolonię Leopoldów) w tymże powiecie.